# Oxyopes ubensis
Oxyopes ubensis là một loài nhện trong họ Oxyopidae.
Loài này thuộc chi Oxyopes. Oxyopes ubensis được Embrik Strand miêu tả năm 1906.